# Green River
Green River — американская гранж-группа, сформировавшаяся в 1984 году в городе Сиэтл. Группа была активной с 1984 года по 1988. Она была почти неизвестна за пределами Сиэтла, но зато оказала большое влияние на жанр, который впоследствии стал известен как гранж. В 2008 году Green River воссоединились и сыграли несколько концертов, в 2009 году снова распалась.

## История
Green River (названа в честь маньяка с таким же прозвищем) была сформирована в 1984 году вокалистом/гитаристом Марком Армом, гитаристом Стивом Тёрнером, барабанщиком Алексом Винсентом и басистом Джефом Аментом. Впоследствии к группе присоединился гитарист Стоун Госсард, чтобы Марку Арму было легче концентрироваться на вокале. На момент формирования группы каждый участник уже до этого играл в панк- и хардкор-группах. Арм и Тёрнер играли в Mr Epp & The Calculations и Limp Richerds. Также Тёрнер и Винсент играли в Spluii Numa, а Госсард в The Ducky Boys. Амент ранее играл в своей группе Deranged Diction.
К концу 1984 года у группы проходили концерты в Сиэтле и в его пригороде. В декабре 1984 года группа начала работать над первой записью Come on Down. В начале 1985 года, когда работа над Come on Down была уже завершена, Тёрнер покинул группу, ссылаясь на то, что он не разделяет склонности группы к хеви-металу. На его место в группу пришёл бывший гитарист группы Deranged Diction Брюс Фейрвезер.
В середине 1985 года группа отправилась в тур в поддержку законченного мини-альбома Come on Down. Выход альбома был отложен, что свело на нет главную цель тура. Зато с помощью него Green River укрепила свою связь с другими восходящими инди-рок-группами, такими, как Sonic Youth, которые впоследствии процитировали название Come on Down в своей песне «Nevermind (What Was It Anyway)». После тура Come on Down наконец-то выпустили на лейбле Homestead Records. Мини-альбом продавался плохо, но зато он считается первым альбомом, выпущенным гранж-группой, так как был выпущен ещё до сборника Deep Six и дебютного альбома группы Melvins.
В 1986 году группа продолжила играть концерты в Сиэтле и близлежащих городах. В это же время на сиэтлском лейбле C/Z Records вышел первый гранж-сборник Deep Six, на котором находились две песни Green River плюс песни таких групп, как Soundgarden, Melvins, Malfunkshun, Skin Yard и U-Men. На AllMusic было сказано, что этот «сборник наиболее чётко отражает тот период в истории северо-западного рока».
В июне 1986 года группа начинает работать над вторым мини-альбомом Dry As a Bone с местным продюсером Джеком Эндино. Green River решает записать Dry As a Bone на только что открывшемся лейбле Брюса Певитта - Sub Pop. У Певвита не было возможности выпустить альбом до следующего года и выпуск был отложен, как и раньше это случилось с Come on Down. Поэтому перед записью группа успела выпустить сингл «Together We'll Never» на местном лейбле Tasque Force Records. Наконец ровно через год после записи в июле 1987 года Dry As a Bone был выпущен на Sub Pop. Альбом стал первым релизом на Sub Pop, не являющимся сборником. На Sub Pop Dry As a Bone рекламировали, как «ультра-раскрепощённый ГРАНЖ, разрушивший моральные устои поколения».
Почти сразу же после выпуска Dry As a Bone группа начала работу над их первым полноценным альбомом Rehab Doll. Но в это же время в группе начались разногласия. Амент и Госсард хотели заключить договор с более важным и значительным лейблом, в то время как Арм хотел остаться на независимом лейбле. Ссора в группе дошла до критической точки на концерте в Лос-Анджелесе, штат Калифорния в октябре 1987 года. Вместо друзей группы Амент заполнил весь список гостей представителями различных лейблов (из которых пришло только двое), не посоветовавшись с группой. 31 октября 1987 года Амент, Госсард и Фейрвезер решили уйти из группы. Хоть члены группы и решили закончить работу над Rehab Doll в последующие три месяца, к концу октября 1987 года группа уже формально прекратила своё существование. Rehab Doll был выпущен в июне 1988 года. Нед Реггит из Allmusic назвал альбом «пластинкой, звучание которой находится между гранжем и металом».
30 ноября 1993 года на концерте группы Pearl Jam, проходившем в Лас-Вегасе, Green River воссоединились. В воссоединение приняли участие Арм, Тёрнер, Госсард, Амент и Чак Трис, заменивший Винсента, который в то время жил в Японии. Группа сыграла две песни: «Swallow My Pride» и «Ain't Nothing To Do». Окончательно Green River воссоединились в 2008 году. На концертах играли Амент, Арм, Тёрнер, Винсент, Госсард и Фейрвезер. Первый концерт прошёл 10 июля 2008 года в Сиэтле, в Sunset Tavern. 13 июля они сыграли на концерте в честь 20-летия Sub Pop, который проходил в парке Мэримур около Сиэтла. 28 ноября 2008 года ещё один концерт группы состоялся в клубе Dante's в Портленде, Орегон. После этого 29 ноября 2008 года они выступили на концерте в Сиэтле, посвящённом 20-летию группы The Supersuckers. 22 и 23 мая 2009 года Green River играли в клубе Showbox в Сиэтле в честь 25-летия группы The Melvins. Green River планировали записать новый студийный альбом и перезаписать свой первый мини-альбом, а также возможно провести тур, но в 2009 году группа распалась.

## Члены группы
- Джеф Амент — бас-гитара
- Марк Арм — вокал
- Стив Тёрнер — гитара (1984—1985, 2008-по сей день)
- Алекс Винсент — барабаны
- Стоун Госсард — гитара
- Брюс Фейрвезер — гитара (1985—1988, 2008-по сей день)

## Дискография

### Альбомы
| Название альбома | Дата выпуска | Лейбл   |
| ---------------- | ------------ | ------- |
| Rehab Doll       | Июнь, 1988   | Sub Pop |

### Мини-альбомы
| Название альбома | Дата выпуска | Лейбл     |
| ---------------- | ------------ | --------- |
| Come on Down     | 1985         | Homestead |
| Dry As a Bone    | Июль 1987    | Sub Pop   |

### Синглы
| Название сингла      | Дата выпуска | Лейбл        |
| -------------------- | ------------ | ------------ |
| Together We’ll Never | 1986         | Tasque Force |

### Сборники
| Название альбома         | Дата выпуска      | Лейбл   |
| ------------------------ | ----------------- | ------- |
| Dry As a Bone/Rehab Doll | 13 сентября, 1990 | Sub Pop |

### Другие появления
| Год  | Песня                                  | Альбом                                                                  | Лейбл        |
| ---- | -------------------------------------- | ----------------------------------------------------------------------- | ------------ |
| 1986 | "10,000 Things" "Your Own Best Friend" | Deep Six                                                                | C/Z          |
| 1988 | "Searchin' (Good Things Come)"         | Motor City Madness                                                      | Glitterhouse |
| 1988 | "Hangin' Tree"                         | Sub Pop 200                                                             | Sub Pop      |
| 1989 | "Bazaar" "Away in a Manger"            | Another Pyrrhic Victory: The Only Compilation of Dead Seattle God Bands | C/Z          |
| 1990 | "Ain't Nothing to Do"                  | Endangered Species                                                      | Glitterhouse |
| 1996 | "Swallow My Pride" (1987 demo)         | Hype!: The Motion Picture Soundtrack                                    | Sub Pop      |